# Дагдейл, Джеймс, 2-й барон Крейторн
Чарльз Джеймс Дагдейл, 2-й барон Крейторн (англ. Charles James Dugdale, 2nd Baron Crathorne; родился 12 сентября 1939 года) — британский дворянин и политик, лорд-лейтенант Северного Йоркшира с 1999 по 2014 год. Он также является одним из девяноста наследственных пэров, избранных остаться в Палате лордов после принятия Закона Палаты лордов 1999 года, заседает в парламенте как консерватор. В 1977 году он унаследовал титул своего отца.

## Ранняя жизнь и карьера
Родился 12 сентября 1939 года. Старший сын Томаса Дагдейла, 1-го барона Крейторна (1897—1977), и Нэнси Теннант (1904—1969), дочери сэра Чарльза Теннанта, 1-го баронета (1823—1906).
Он получил образование в Итонском колледже в Беркшире. Он получил дальнейшее образование в Тринити-колледже в Кембридже, где в 1963 году получил степень бакалавра (позже преобразованную в магистра) изящных искусств. Крейторн работал в отделе импрессионистской живописи Sotheby’s & Co с 1963 по 1966 год, когда он стал помощником президента галереи Парк-Бернет в Нью-Йорке, должность, которую он занимал до 1969 года.
В 1969 году он создал независимую консультационную компанию по изобразительному искусству James Dugdale & Associates, которая позже стала James Crathorne & Associates, и совершил множество лекционных поездок в Соединенные Штаты. В 1981 году Крейторн провел серию лекций об «Аспектах Англии» в Музее Метрополитен в Нью-Йорке, а в 1988 году он совершил лекционный тур по двухсотлетию Австралии, рассказав о капитане Джеймсе Куке. С 1979 по 1993 год он был директором Blakeney Hotels Ltd, с 1988 по 1999 год Woodhouse Securities Ltd и с 2000 по 2001 год Hand Picked HotelsС 1993 по 1998 год он также был директором Cliveden plc, а с 1999 года-ее преемника Cliveden Ltd.
Крейторн был почетным секретарем Всепартийной парламентской группы искусств и наследия в Вестминстере в 1981 году и стал председателем и почетным членом. Секретарь в 2010 году, а в 2015 году стал сопредседателем и почетным секретарем. С 1988 года он был членом Консультативной группы по произведениям искусства в Палате лордов, с 1997 года он был совместным секретарем Всепартийной парламентской фото-группы.

## Принадлежность
Барон Крейторн был членом совета Королевского общества искусств с 1982 по 1988 год. Он был членом суда Университета Лидса с 1985 по 1997 год и губернатором школы королевы Маргарет, Йорк, с 1986 по 1999 год. С 1983 по 2011 год он был членом редколлегии журнала House magazine в Вестминстере. С 1987 года он был президентом гражданского общества Ярм. Он был членом исполнительного комитета и был его председателем Георгианской группы с 1990 по 1999 год.
С 1988 года Крейторн также является президентом Кливлендских морских кадетов, Кливлендского общества семейной истории, а также округа Хэмблтон Кампании по защите сельской Англии (CPRE). С 1990 по 2004 год он был покровителем Фонда сообщества Кливленда, а с 1997 по 2003 год — президентом Ассоциации магистратов Кливленда и Северного Йоркшира. В Объединенном комитете национальных обществ по благоустройству он был заместителем председателя с 1993 по 1996 год и председателем с 1996 по 1999 год.
С 1997 года Крейторн был вице-президентом Ассоциации общественных памятников и скульптур (PMSA), а с 1998 года — президентом Кливлендской горноспасательной команды. С 1999 года он также был президентом скаутского совета округа Северный Йоркшир, покровителем Северо-Йоркширского отделения Британского Красного Креста, а также членом суда Университета Йорка и Университета Халла. Крейторн был вице-президентом Йоркширского и Хамберского отделений Ассоциации резервных войск и кадетов (РФСА) с 1999 года, а его президент с 2006 по 2009 год. С 2001 года — вице-президент РФСА в Северной Англии, с 2003 года — президент Ассоциации магистратов Кливленда и Южного Дарема, с 2004 года — покровитель Общественного фонда Тис-Вэлли. Он был президентом Йоркширского сельскохозяйственного общества в 2014—2015 годах.
Крейторн был попечителем Королевского театра Джорджии в Ричмонде с 1970 года, вице-президентом Кливлендского фонда дикой природы с 1989 года и покровителем Аттингемского фонда изучения британского загородного дома с 1990 года. Попечителем музея «Место рождения капитана Кука» он является с 1978 года, а председателем-с 1993 года. С 1988 по 1994 год Крейторн был членом Национального траста Йоркширского регионального комитета, а с 1992 по 1995 год он был попечителем Мемориального фонда национального наследия.

## Награды и звания
В 1972 году Крейторн стал членом Королевского общества искусств (FRSA). В 1999 году он был произведен в рыцари Почтенного ордена Святого Иоанна (KStJ). В 2002 году Крейторн получил Золотую юбилейную медаль королевы. Он стал членом Общества антикваров Лондона (FSA) в 2010 году. В 1999 году виконт Крейторн был назначен лордом-лейтенантом Северного Йоркшира, за что был назначен рыцарем-командором Королевского Викторианского ордена (KCVO) в 2013 году.
Он был удостоен почетной степени LLD Университетом Тиссайда в 2013 году. 24 июля 2014 года мэр и члены городского совета присвоили виконту Крейторну свободу города Ричмонд. 12 сентября 2014 года вышел в отставку с поста лорда-лейтенанта . В 2015 году получил почетную степень DUniv Йоркского университета. В апреле 2015 года Крейторну была дарована свобода города Йорка.

## Брак
8 января 1970 года Джеймс Дагдейл женился на Сильвии Мэри Монтгомери (3 марта 1942 — 24 сентября 2009), дочери бригадира Артура Герберта Монтгомери (1902—1978) и актрисы Джейн Бакстер (1909—1996). Она умерла от рака в 2009 году. У них было две дочери и сын:
- Достопочтенная Шарлотта Патриция Дагдейл (род. 11 декабря 1972)
- Достопочтенный Томас Артур Джон Дагдейл (род. 30 сентября 1977)[4]
- Достопочтенная Катарина Теодора Никола Дагдейл (род. 1980)

## Произведения
- Edouard Vuillard Purnell (1967)
- Tennant’s Stalk (1973) ISBN 0333138201
- A Present from Crathorne (1989)
- Cliveden, the Place and the People (1995)
- The Royal Crescent Book of Bath (1998)
- Parliament in Pictures (1999)